# Bico-de-tesoura
Os bicos-de-tesoura (Rynchops sp.) são aves caradriformes gregárias que podem ser encontrados em grandes rios e zonas costeiras. O grupo inclui três espécies, semelhantes a gaivinas, distribuídas pela América do Sul, África e sub-continente indiano. A espécie que ocorre no Brasil é conhecida como talha-mar. Nalgumas taxonomias, os bicos-de-tesoura são considerados como família independente - Rynchopidae - à parte dos larídeos.
Os rincopídeos são aves delgadas, de asas compridas e aguçadas e plumagem branca e negra, todos muito semelhantes entre si. A cauda é forcada e as patas são curtas. A sua característica mais distintiva é o bico vermelho e de grandes dimensões, de onde se destaca uma mandíbula inferior proeminente, mais larga e comprida que a superior. Este formato está adaptado ao seu modo de alimentação atípico: a ave realiza voos rasantes sobre a superfície da água, com a mandíbula inferior emersa. Quando localiza um peixe, o bico fecha-se rapidamente.
O IUCN não considera nenhuma das três espécies ameaçada de extinção.

## Espécies
- Talha-mar, Rynchops niger
- Bico-de-tesoura-africano, Rynchops flavirostris
- Bico-de-tesoura-indiano, Rynchops albicollis